# Оноэ, Мацуносукэ
Мацуносукэ Оное (яп. 尾上 松之助 12 сентября 1875 — 11 сентября 1926), иногда известный как «no Medama Matchan»" («„Глаза“ Мазцу»), — японский актёр театра и кино. Его настоящее имя «Цурузо Накамура». В кино снимался под псевдонимами «Юкио Коки», «Тамияку Оноэ», или «Цунусабуру Оноэ», а в театре кабуки под именем «Цурусабуру Оноэ». Имел необычайную популярность, появился в более чем 1000 кинолент и был первой суперзвездой японского кинематографа.

## Биография

### Ранние годы
Оноэ начинал как актёр странствующего театра кабуки. В своей автобиографии Мацуносукэ утверждает, что его дебют на сцене состоялся ещё в 1880 году, в спектакле труппы Тамизо Оноэ. Очарованный сценой, он ушёл из дома в 14 лет, чтобы путешествовать с труппой и в 1892 он играл под псевдонимом Цурусабуру Оноэ. В 1905 году он принял более «престижное» имя Мацуносукэ Оное. Его труппа регулярно выступала в Киотском театре, принадлежавшем Шозо Макино и как актёр кабуки он был известен своими необычными сценическими трюками.

### Кинокарьера
В 1909 году к Макино обратилась Ёкота Шокай, компания-дистрибьютор кино и спектаклей, вопросов совместного кинопроизводства и в том же году они начали снимать сцены из спектаклей театра. Оноэ дебютировал в кино в фильме «Goban Tadanobu» («Лиса Таданобу», поставленным на известную пьесу кабуки «Yoshitsune Sembon Zakura») в 1909 году. Труппа Оное оказывается наиболее популярной и Макино выбирает Оноэ как звезду в будущих фильмах.
Оноэ снялся в сотнях фильмов, Кинолента 1925 года «Араки Mataemon» рекламировалась как его тысячный фильм. Он играл главных героев почти во всех экранизациях произведений, опубликованных Tachikawa Bunko, который в то время был самым продаваемым издателем. Он и его труппа также оставалась тесно связан с Макино в течение десяти лет и Макино давал роли Оноэ в 60-80 фильмах в год, на которые в конечном счёте приходится около половины общего объёма игры Оноэ. В дополнение к лентам на основе кабуки, он и Макино впервые экранизируют «Дзидайгэки» («исторический фильм»). Оное также популяризовал поджанр фильмов о ниндзя.
Фильмы Оноэ принимались очень хорошо, что принесло ему ласковое прозвище «no Medama Matchan» («Глаза» Мазцу), через его большие глаза. Он был особенно популярен среди детей, которые полюбили изображать его роли ниндзя в своих играх. Многие историки кинематографа считают его первой суперзвездой японского кино за его плодовитый труд и неизменную популярность.
Его фильмы были немыми, в театрах во время показа их озвучивал живой рассказчик («benshi»). За исключением сделанных в течение последних лет своей карьеры, Его киноленты во многом несли условности театра кабуки, например, его игру мужчин в женских ролях «Ояма». Многие из его фильмов были сняты на 8 кадров в секунду, а не 16, как было принято на западе, в целях экономии на плёнке. Некоторые критики указывают на эту экономию, а также такие элементы, как передержки некоторых кадров, что вызывают обесцвечивания лица актёров, как свидетельство примитивного кино.
Большинство из работ Оноэ короткометражные, однако он также снимался в полнометражных фильмах. Один из них «Chushingura» 1910 года является старейшим ещё существующим художественным фильмом, хотя плёнка не является полной: отсутствуют четыре сцены. Считая «Chushingura», только шесть из лент Оноэ остались продолжительностью хотя в одну бобину. Как и много других ранних японских фильмов, работы Оноэ были в значительной мере утрачены из-за сочетания таких факторов как отрицательное влияние климата Японии, великое землетрясение Канто в 1923 году и бомбардировки во время Второй мировой войны, а также следующая оккупация.
В 1926 во время съёмок «Kyokotsu Mikajiki», Оноэ схватил удар. Он умер в том же году от болезни сердца. Его похороны стали сюжетом документального фильма «Похороны Мацуносукэ Оноэ» 1926 года.

## Фильмография
см.  Архивная копия от 16 февраля 2017 на Wayback Machine